# Nord-catalans
Els nord-catalans o catalans del nord són un grup humà originari de la Catalunya del Nord (comarques del Conflent, el Vallespir, l'Alta Cerdanya, el Capcir i el Rosselló, i l'occitana Fenolleda), a França. Amb l'excepció dels 5.500 habitants de la Fenolleda —tradicionalment una zona de parla occitana—, la immensa majoria viuen en una zona de llengua i cultura històricament catalanes, compartides amb els anomenats catalans del sud, però des del 1659 i en virtud del Tractat dels Pirineus, els nord-catalans esdevenen ciutadans francesos i, en part per forts moviments migratoris, el català s'hi ha reduït a una llengua minoritària. Amb una població de 440.885 habitants (2009), representen un 0,6% de la població total francesa, 18% de la regió Llenguadoc-Rosselló, i un 3,1% de la població total dels Països Catalans.

## Demografia
Segons el Consell Generall, hi ha vora 400.000 nord-catalans (411.447 al 2003, 440,885 segons el cens de 2009), amb 3.200 més cada any La distribució demogràfica dels nord-catalans és altament desigual. Un 80% de la població es concentra en menys de 30% del territori, l'anomenada plana del Rosselló, i la quarta part a la capital, Perpinyà. Altres nuclis importants són Canet de Rosselló (10 299 h), Sant Esteve del Monestir (9 982 h), Argelers (9 164 h), Sant Cebrià de Rosselló (8 655 h), Cabestany (8 410 h), Ribesaltes (8 163 h), Sant Llorenç de la Salanca (7 995), Tuïr (7 329 h), Ceret (7 549 h), Bompàs (7 039 h), Elna (6 473 h) i Prada (6 315 h).

## Llengua
Malgrat la carta en favor del català, que declara que el català és la llengua pròpia i oficial dels nord-catalans -junt amb el francès i a la Fenolleda l'occità-, el darrer cens oficial revela que només un 10,6% de la població declara que pot parlar el català, si bé un 65,3% diuen que l'entenen. Un altre estudi més optimista diu que el 49% poden parlar català, si bé un 16% d'aquests ho fan amb dificultat.
A partir del segle xvii i especialment amb l'arribada de la Revolució Francesa, arrenca una forta repressió contra la llengua catalana: cap funcionari podia exercir si no parlava francès; se substitueixen els monjos catalans per francesos; des de 1700, l'ús del francès en escrits públics és obligat. Fins al segle xx, el català havia perdurat mitjançant la tradició oral, malgrat la introducció d'escolarització universal en francès el 1880. A partir de la Segona Guerra Mundial (1939-1945), el pas del català al francès és imparable, ja que molts pares decidien no parlar català amb els seus fills, adduint que el francès era una eina d'avançament social.
A la darreria del segle xx i sobretot gràcies al naixent catalanisme a la Catalunya Sud, es nota una tímida recuperació del català, tot i que la immigració fa que el nombre absolut de parlants continua davallant. A partir de 1973 es comença a ensenyar català en algunes escoles. El 1976 es crea l'escola infantil i primària en llengua catalana de la Bressola i, uns anys després, l'escola Arrels. El 1981 comença Ràdio Arrels.

## Història
És evident que, abans del 1659, la història dels nord-catalans era igual que la dels catalans del sud. Això canvia a partir del tractat dels Pirineus, que representa una mena de data de naixement per als nord-catalans, tot i que el canvi es limitarà, al principi, a un de purament polític. Un canvi que no treu el fet que el Casal de Barcelona i, per tant, el germen de la nació catalana, es va iniciar a la Catalunya del Nord -concretament al poble de Rià, al Conflent.
Els catalans del nord vivien sotmesos a l'Edat Mitjana als comtes catalans de la Cerdanya, del Conflent i del Rosselló. Aquests comtats passaren a poc a poc a dependre de Barcelona, tot i que la ciutat de Perpinyà tindria certa importància a tot el nord de Catalunya. El darrer comtat a integrar-s'hi fou el Rosselló, el 1172, amb la qual cosa hom pot considerar que els habitants dels comtats nord-catalans passaren a ser principatins. Aquest fet polític tingué una pausa de setanta anys, de 1276 fins a 1344, quan s'incorporà al Regne de Mallorca. Al segle xv, França ocupa els comtats de Rosselló i Cerdanya diverses vegades, i alguna ocupació duraria vint anys. Hi hagué setges importants contra la ciutat de Perpinyà, on els habitants rebien el sobrenom de menja-rates.
Al segle xvii s'inicien els pasos que duran a la divisió de Catalunya. El 1640 la Generalitat de Catalunya comença una guerra de separació d'Espanya, anomenada la Guerra dels Segadors, que dura 19 anys. Finalment la guerra es perd, amb la qual cosa el país és ocupat al nord pels francesos i al sud pels castellans. El 1659, la frontera política actual queda definida pel tractat dels Pirineus.
En aquesta època són importants les revoltes contra els francesos, sobretot per part dels anomenats Angelets de la terra a Ceret, que eren durament castigades.
Igualment hi hagué repressions dirigides contra l'ús de la llengua i a favor del francès. També van ser dissoltes les institucions catalanes. L'any 1660 es creà la Generalitat de Perpinyà. Aquest govern fou l'origen del que cent anys després seria el Consell General, primer govern privatiu dels nord-catalans.
Amb l'arribada de la Revolució Francesa (1792) s'intensifica la repressió del català i s'introdueix el jacobinisme i el burgesisme a un país encara marcadament feudal i rural. La creació del departament dels Pirineus Orientals significà la formalització de la seperació de la Catalunya Nord de la del Sud. Al segle xix els Pirineus Orientals van ser un dels departaments més republicans de França, en part gràcies a la presència de Francesc Aragó, un polític nascut a Estagell. Aquest afany republicà tenia efectes negatius per a la cultura local.
A partir del segle XX les històries, i les experiències, del poble nord-català i sud-català se separen cada cop més. La Primera Guerra Mundial, que afecta només la Catalunya Nord, i la Guerra Civil Espanyola i la posterior dictadura, que afecten només el sud, fan que s'allunyen entre si. Un dels fets més dramàtics del darrer segle ha sigut el creixement demogràfic. Concretament, el 1954 tenia 230.285 habitants mentre el 2005 en tenia 412.685.
El 10 de desembre del 2007 el Consell General declarà l'oficialitat de la llengua catalana, juntament amb el francès, mitjançant la Carta en favor del català.

## Nord-catalans il·lustres

### Escriptors
Escriptors en català
Dels escriptors en català que es poden considerar clàssics o il·lustres, per ordre de naixement, hi ha "Un Tal" (pseudònim d'Albert Saisset, Perpinyà 1842-1894, poesia humorística, anècdotes, narrativa), en Joan Badoa (Salses 1870 - Banyuls 1945, poesia, assaig, recerca), en Joan Amade (Ceret 1878-1949, poesia), en Josep Sebastià Pons (Illa del Riberal 1886-1962, principalment poesia, també teatre i narrativa), en Carles Grandó (Tuïr 1889 - Perpinyà 1975, poesia, teatre, prosa, filologia), l'Edmond Brazès (Ceret 1893-1980, poesia, narració, teatre, memòries), la Simona Gay (Illa del Riberal 1898-1969, poesia, aquarel·la), lo "Pere Burlaner" (anònim, contes publicats del 1902 al 1916), en Gumersind Gomila (Maó 1906 - Perpinyà 1970, poesia), en Jordi Carbonell i Tries (Perpinyà, 1920-2013, novel·la, Creu de Sant Jordi 1992), en Joan Francesc Morer (Ribesaltes 1922 - [lloc desconegut] 2008, poesia), en Vicenç Perez i Verdiell (Tarragona 1927 - Alenyà 2016, novel·la i relat), i en Pere Guisset (Ceret, 1929-2000, teatre, narrativa), entre d'altres.
Entre els contemporanis, hi han les figures de: Patrick Gifreu (poesia, narrativa i assaig), Renada Laura Portet (narrativa, poesia, teatre, Creu de Sant Jordi 2004), Josep Tolzà (Millars, 1931, un dels autors de teatre contemporanis més coneguts, també escriu guions per còmics i novel·la), Joan Tocabens (narrativa, poesia, teatre, assaig, història), Aleix Renyé (narrativa i poesia), Joan-Lluís Lluís (narrativa, assaig, periodisme), Joan Daniel Bezsonoff (narrativa), Joan Cayrol, Jordi Pere Cerdà (Antoni Cayrol, poesia), Miquel Sargatal, Gerard Jacquet (poesia, música), Josiana Cabanas-Duhalde, Jep Gouzy (poesia), Jaume Queralt (poesia), Joan Pere Sunyer (poesia), Pere Verdaguer, Miquel Arnaudies, Joan Francesc Castex-Ey (poesia i geografia), Colette Planas (poesia), Mònica Bellsolà (poesia, cant, actriu), Gerard Salgas (poesia), etc., a més de l'Eliana Thibaut i Comalada, Creu de Sant Jordi 2009, especialista en cuina medieval (història i etnografia de la cuina catalana, i en especial la rossellonesa).
A més, hi ha el pseudònim col·lectiu d'Emili Xatard en la novel·la negra.
Escriptors en francès
Tampoc no s'ha d'oblidar que molts dels autors indicats a dalt, que escriuen (principalment) en català, sovint també ho fan en francès, i que hi han molts autors a la Catalunya Nord que escriuen únicament o principalment en francès i que també son part del teixit literari d'allà, com ara els contemporanis René Grando, Adrienne Cazeilles, Danielle "Dani" Boissé, etc.
Entre els escriptors nord-catalans històrics en francès, hi ha el Jaume Aragó (o Jacques Arago, Estagell 1790 - Rio de Janeiro 1854), dramaturg i explorador, el seu germà Esteve Aragó (Estagell 1802 - París 1892), dramaturg i polític, l'Albert Bausil (Castres (Tarn) 1881 - Perpinyà 1943, director teatral, narrador, periodista i director de setmanaris), el Ludovic Massé (Èvol 1900 - Perpinyà 1982, novel·lista), Alfons Miàs (Palaldà 1903 – Barcelona 1950), periodista, polític i activista cultural, el Claude Simon (Antananarivo, Madagascar 1913 - París 2005), novel·lista que va viure a Perpinyà, entre altres llocs, i es va instal·lar finalment a Salses, l'Arthur Conte (Salses 1920 - París 2013), assagista, periodista i polític, el Marcel Oms (Perpinyà 1931-1993), crític i historiador de cinema, etc.
Escriptors en occità
Entre els trobadors catalans hi ha la gran figura de Guillem de Cabestany (Rosselló, ca. 1162-1212?), que escrivia en occità o en un occità catalanitzat.

### Traductors
En ser bilingües, el col·lectiu d'escriptors catalans de la Catalunya Nord tendeix a incloure molts traductors del i al francès també, igual que a la Catalunya Sud, però en aquest cas amb el castellà com a parella lingüística. Naturalment, també hi ha professionals de la traducció literària que no son escriptors, com ara Renée Sallaberry, que ha fet versions de Jep Gouzy i ha traduït l'obra completa de Bartomeu Rosselló-Pòrcel i una novel·la de Toni Serra.

### Artistes
Entre els molts artistes nord-catalans il·lustres, es podrien destacar Jacint Rigau-Ros (Perpinyà 1659 - París 1743 - pintor retratista a la cort de Louis XIV i després de Louis XV), Arístides Maillol (Banyuls de la Marenda 1861-1944 - escultura, pintura) i els seus contemporanis, Esteve Terrús (Elna, 1857-1922 - aquarel·lista), Gustau Violet (Tuïr 1873 - Perpinyà 1952, escultor), Lluís Bausil, Emile Gaudissard i Georges Daniel de Monfreid, la següent generació amb François Desnoyer (Montalban 1894 - Sant Cebrià 1972, pintor), Simona Gay (Illa del Riberal 1898-1969, aquarel·lista, poeta), Martí Vives (Prada de Conflent 1905 - Sant Cebrià 1991, pintura, gravat), Enric Frère (Sant Genís de Fontanes 1908-1986 - pintor, escultor, ceramista), Camil Descossy, Lucien Maillol, André Susplugas, Auguste Harzik i altres, un tal S. Molins, caricaturista de principis de segle, Balbino Giner Garcia (Godella 1910 - Cotlliure 1976), pintor avantguardista guardonat amb el prestigiós Prix de Rome francès per la circumscripció espanyola el 1934, Marcel Gili (Tuïr 1914 - París 1993, escultura, pintura mural), Mercè Diogène Guilera (Perpinyà 1922 - Sant Cugat 2014 - pintura, gravat i tapís), Joan o Jean Capdeville (L'Albera 1917 - Ceret 2011 - pintura, il·lustració i gravat), Pere Garcia-Fons (Badalona 1928 - París 2016 - pintor i escultor que visqué a Perpinyà i Vilanova de la Ribera), Balbino Giner Gabarda (París 1935 - Perpinyà 2012, pintor), Joan Felip Vilà (on Felip Vilà són els cognoms, Figueres 1932 - Tolosa 1990, pintor), Ramon Faura-Llavari (Barcelona, 1945 - pintor, restaurador de frescs, enginyer i empresari), Sebastià Frère i Pons (1947 - ceramista i pintor), Patrick Loste (Perpinyà 1955, Les Alberes, pintura, gravat), etc.

### Músics
Entre els músics coneguts a Catalunya Nord hi ha el gran Pascal Comelade (Montpeller 1955, pianista, compositor, ...) i el seu grup de músics (rock sui gèneris, instruments de joguina i no, etc.) i l'indomable Gerard Jacquet (Sant Feliu d'Amunt 1955, cantautor, nova cançó + rock).
Entre els cantautors de la nova cançó, cal esmentar la gran figura de Jordi Barre (Argelers, 1920-2011), el mític Joan Pau Giné (Bages de Rosselló, 1947-1993) i l'emblemàtic Pere Figueres (Pontellà, 1950), a més dels cantants i cantautors Teresa Rebull (Sabadell 1919 - Banyuls de la Marenda 2015), Maria Andrea (Ortafà, 1961), Maties Mazaricó, Toni Montané (El Voló) i Gisela Bellsolà (Baó, 1947), Albert Bueno, Eric el Català, Joan Llorenç Solé, etc.
Com a grups de música hi ha Blues de Picolat, i també l'actual col·lectiu Angelets de la Terra (abans del 2016 anomenats col·lectiu Joan Pau Giné), que té la intenció de fomentar la música feta en català, amb grups com ara Llamp te Frigui, Norha, Zompa, BenQueBufa, Joan Ortiz, etc.
En altres camps de la música, hi són el Bruno Giner (Perpinyà 1960, compositor especialitzat en percussió i vent), Renaud Garcia-Fons (regió parisenca, 1962 - contrabaixista i compositor), el Joan Lluís Portet / Jean-Louis Portet (Perpinyà, pianista) i el Miquel Maldonado, entre d'altres.

### Activistes, prohoms
Entre els diversos activistes culturals o polítics catalans, cal destacar el Pere Manzanares, un dels membres fundadors de la Bressola (escola), l'associació Arrels i Ràdio Arrels; el Ramon Jordi Faura i Labat, fundador del grup cultural Angelets de la Terra i coeditor de la revista homònima, organitzador de la Setmana per la Llengua a la Catalunya Nord per molts anys, artífex del col·lectiu Joan Pau Giné, ara col·lectiu Angelets de la Terra (associació de músics), i candidat a polític per uns anys; la Miquela Valls, membre fundadora de les escoles Arrels (associació Arrels) i d'APLEC - Associació per a l'ensenyament del català, historiadora de la literatura i traductora, i una de les primeres professores a ensenyar el català als col·legis i liceus de la Catalunya Nord; i l'Alà Baylac-Ferrer, director de l'Institut Francocatalà Transfronterer de la Universitat de Perpinyà i un dels principals impulsors de l'activisme a la Catalunya Nord; a més de tots els escriptors, músics, historiadors i altres treballant en el camp cultural a la Catalunya Nord.

### Polítics
Entre els polítics nord-catalans d'importància, cal destacar la tinent d'alcalde de Perpinyà, ex consellera regional i actual consellera departamental, l'advocada Annabelle Brunet, que va ser a l'origen del moviment "Oui au Pays Catalan" per integrar Catalunya Nord dins del nom de la nova regió d'Occitània, junt amb en Pere Becque (advocat jubilat, ex alcalde de Banyuls, ex conseller regional, i comentarista de l'USAP a TV3), tots dos de centre dreta, en François Calvet (dreta), senador i alcalde del Soler, on va facilitar la creació del primer col·legi de la Bressola i va posar el primer cartell de "Pays Catalan" per reivindicar la identitat de la Catalunya Nord davant de la creació de la regió d'Occitània, que nega l'existència dels catalans, en Nicolas Garcia, secretari general de la secció catalana del Partit Comunista Francès, conseller departamental i antic batlle d'Elna, inequívocament a favor de la independència del Principat de Catalunya, els antics alcaldes de Perpinyà Paul Alduy (Lima, Perú 1914 - Perpinyà 2006, batlle de Perpinyà: 1959-1993) i Joan Pau Alduy i Triaire (o Jean-Paul Alduy, Lió 1942, batlle de Perpinyà: 1993-2009), president del Consell General (1992-1998) i Creu de Sant Jordi 1984, Jordi Vera Arús i l'antic batlle de Millars, a més del polèmic Christian Bourquin (Sant Feliu d'Amunt 1954 - Montpeller 2014), president del Consell General (1998-2010), entre altres càrrecs. A finals del s.XIX i principis del s.XX destaca Emmanuel Brousse, que va arribar a Secretari d'Estat de Finances del Govern francès.

### Militars
Entre els militars nord-catalans que han tingut importància, cal destacar Josep Joffre, mariscal de França, i Josep de Trinxeria, líder dels Angelets de la terra.

### Religiosos
Entre els religiosos significants, hi ha Anna Maria Antigó (Perpinyà 1602-1676), monja clarissa, reformadora del seu convent venerada popularment com a beata, tot i que encara no ha estat oficialment beatificada; i també Jaume Domènec, inquisidor provincial del Regne de Mallorca.

### Científics
Entre els científics nord-catalans de renom, figuren Francesc Joan Domènec Aragó, cèlebre matemàtic, físic i astrònom, Joan Abelanet, arqueòleg, i Françoise Claustre (1937-2006), arqueòloga, antropòloga i historiadora que s'afincà a Catalunya Nord, per exemple.

### Historiadors, investigadors, filòlegs
Entre els historiadors de renom nord-catalans s'han de incloure l'Elisabet Oliveres (1909-1973), historiadora i folklorista; el Robert Vinas; l'Albert Cazes; la Josefina Matamoros, historiadora de l'art i curadora; l'Alícia Marcet i Juncosa; l'Eliana Thibaut i Comalada, especialista en cuina medieval; el Joan Villanove (Nefiac, 1939), historiador que des dels anys 80, ha popularitzat la història de Catalunya arreu de la Catalunya Nord amb els volums de « Raconte-moi les Catalans », entre altres llibres, amb programes a la televisió i a la ràdio i a través de moltes conferències; i el Ramon Sala, Vallespirenc especialitzat en la historia de Catalunya Nord, professor a la Universitat de Perpinyà i a l'institut de Ceret i ex tinent de Perpinyà responsable de patrimoni .
Com a historiadors, crítics o estudiosos de la llengua i la literatura (filologia i lingüística), també hi ha la Miquela Valls, el Miquel Adroher, el Joan Peytaví i Deixona (Perpinyà 1968, membre de l'IEC, història moderna i filologia moderna i contemporània, incloent l'edició filològica de textos, la dialectologia i la sociolingüística), i el Pere Verdaguer i Juanola (filologia), entre d'altres, i en els camps de la lingüística, la toponímia i l'onomàstica, tenim la Renada-Laura Portet.